# Oumm Kalsoum bint Uqba
arabe : أم كلثوم بنت عقبة
Oum Kalthoum Bint 'Okba, ou Oum Kalsoum bint Uqba (arabe : أم كلثوم بنت عقبة) est une sahabiyat (compagnonne de Mahomet).
C'est la première femme à avoir émigré à Médine afin de rejoindre le prophète après l'Hégire, et a inspiré un passage du Coran (60.10)

## Naissance
Née à La Mecque, elle est la fille de Okba ibn Abu Mu'ayt et de Urwa bint Kariz.

## Conversion à l'Islam et fuite vers Médine
Bien que son père, membre du clan mecquois des Quraychites, fasse partie des opposants à Mahomet, elle se convertit en secret à l'Islam, avant 622.
Oum Kalsoum quitte La Mecque pour Médine après 628. Ses frères, Walid et Ammara, la poursuivent et demandent son retour à Mahomet, en conformité avec le traité d'Houdaybiya (qui décrète que les musulmans qui ont fui la Mecque à Médine doivent être rendus à leurs familles). Oum Kalsoum plaide qu'elle pourrait ne pas avoir la force de rester ferme dans sa foi si elle devait vivre parmi les polythéistes. Sa cause fut entendue et elle put rester à Médine. C'est à cette occasion que Mahomet annonce une nouvelle prophétie : « O vous qui croyez ! Quand les croyantes viennent à vous en émigrées, éprouvez-les. Dieu connaît mieux leur foi. Si vous constatez qu'elles sont croyantes, ne les renvoyez pas aux mécréants. Elles ne leur sont pas licites et eux non plus ne leur sont pas licites. »

## Mariages
Elle se marie successivement à quatre compagnons de Mahomet :
- Zayd ibn Hâritha, sur les conseils de Mahomet. Ils ont deux enfants : Zayd et Ruqayya ;
- Zubayr ibn Al-'Awwâm. Elle en divorce car il est violent, et donne naissance peu après naissance à sa fille Zaynab ;
- Abd ar-Rahmân ibn Awf, avec qui elle a six enfants : Muhammad, Ibrahim, Hamid, Ismail, Hamida and Amat ar-Rahman. Ce mariage dure vingt ans, jusqu'à la mort de Abd ar-Rahmân en 652 ;
- Elle épouse enfin Amr ibn Al-'Âs, mais décède un mois plus tard.

## Sources et références
1. ↑  Coran, sourate 60 : L'éprouvée (Al-Mumtahanah), verset 10

- (en) Abu 'Abdullah Muhammad Ibn Sa'd, Muḥammad Ibn Saʻd, The women of Madina, Ta-Ha, 1995, 330 p., « Umm Kulthum bint 'Uqba ibn Abi Mu'ayt », page 162.

- (en) Cet article est partiellement ou en totalité issu de l’article de Wikipédia en anglais intitulé « Umm_Kulthum_bint_Uqba » (voir la liste des auteurs).
- « Um Kalthûm bint 'Uqba » (consulté le 6 septembre 2014)